# كمبر فريمان
كمبر فريمان (بالإنجليزية: Kemper Freeman)‏ هو سياسي أمريكي، ولد في 23 أكتوبر 1941. حزبياً، نشط في الحزب الجمهوري. وقد انتخب عضو مجلس نواب واشنطن.